# Flávia Arruda
Flávia Carolina Péres, más conocida como Flávia Arruda, (Taguatinga, Distrito Federal, 21 de enero de 1980) es una empresaria, abogada y política brasileña, miembro del Partido Liberal. Se desempeñó como Ministra Jefe de la Secretaría de Gobierno de Jair Bolsonaro entre 2021 y 2022.

## Formación
Arruda se graduó en Educación Física por la Universidad Católica de Brasilia. Luego trabajó un tiempo en Taguatinga, hasta que decidió montar una escuela en Recanto das Emas. En 2019 se licenció en Derecho por el Centro Universitario Euroamericano.
Por invitación de TV Bandeirantes, fue presentadora del programa Nossa Gente, que abordó proyectos exitosos en el área social. Unos años después se mudó a São Paulo, donde presentó el pronóstico del tiempo en un diario nacional. Regresó al Distrito Federal antes del nacimiento de su segunda hija.

## Carrera política
En 2021 fue electa presidenta de la Comisión Mixta de Planes, Presupuestos Públicos y Fiscalización (CMO) del Congreso Nacional. En el mismo año, fue nombrada Ministra Principal de la Secretaría de Gobierno de Brasil.

### Elecciones de 2014
En su primera incursión en la política, Flávia se convirtió en candidata a la vicegobernación del Distrito Federal, junto a Jofran Frejat como candidato a gobernador.
Con 428 522 votos, la fórmula Frejat-Arruda quedó en segundo lugar, siendo derrotados por Rodrigo Rollemberg del Partido Socialista Brasileño.

### Elecciones de 2018
En las elecciones distritales de 2018 fue electa diputada federal por el Distrito Federal, obteniendo 121 340 votos (8,43 % de los votos válidos), siendo la diputada más votada para el cargo.

## Vida personal
Está casada con el político José Roberto Arruda, con quien tiene dos hijas: Maria Luisa y Maria Clara.

## Resultados electorales

### Vicegobernadora de Distrito Federal
|  | 27,97 % |

|  | 44,44 % |

### Cámara de Diputados de Brasil
|  | 8,43 % |

|  | 11,20 % |

### Senado Federal del Brasil
|  | 27,21 % |

|  | 27,21 % |